# Parque Municipal do Mindu
O Parque Municipal do Mindu é um parque urbano da cidade de Manaus, no Brasil. Está localizado no centro geográfico da capital e é uma das quatro unidades de conservação, vitrine das espécies de flora, fauna e outros elementos do ecossistema amazônico. Com pouco mais de 40 hectares, o parque integra o Corredor Ecológico Urbano do Igarapé do Mindu, tendo uma importância fundamental na conectividade entre fragmentos florestais urbanos vivos.
O objetivo do Parque é promover e desenvolver atividades ambientais e culturais com a finalidade de propiciar momentos de integração comunitária, permitindo despertar os moradores do entorno e os visitantes para questões sócio-ambientais e culturais no que diz respeito à valorização do mesmo. Dentre os atrativos do Mindu, estão a biblioteca - com acervo de aproximadamente 4.000 publicações na temática ambiental - e as trilhas.
No terceiro domingo de cada mês é realizado o Projeto "Domingo no Mindu", com a finalidade de levar entretenimento cultural e educação ambiental à comunidade em geral.

## História

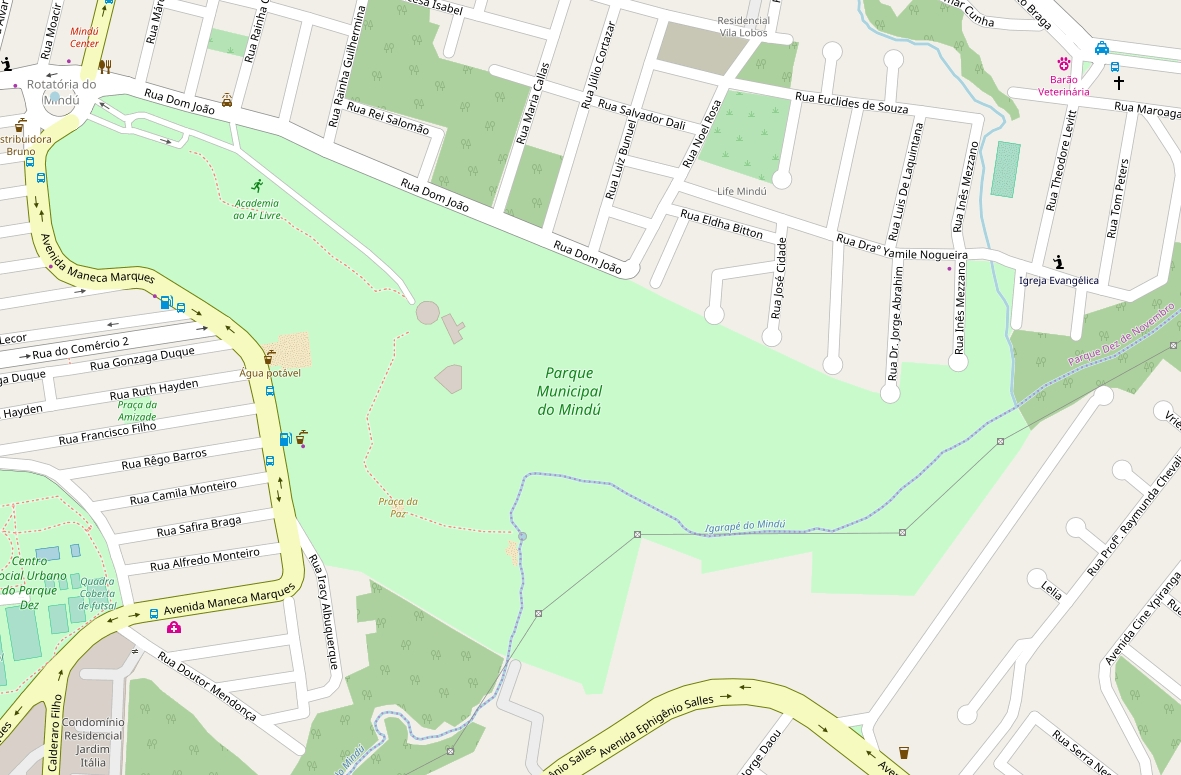
O Parque Municipal do Mindu está localizado no bairro Parque 10 de Novembro, na zona centro-sul de Manaus.

O parque tem suas raízes nos anos de 1940, quando da instalação da gruta em homenagem a Nossa Senhora de Lourdes, às margens do igarapé que dá nome ao espaço, pela então proprietária (já falecida) da área conhecida naquele momento como Sítio da Pedreira. Com a venda da propriedade, no começo de 1960, para os Padres Redentoristas da Paróquia Nossa Senhora Aparecida (frequentado pela antiga proprietária, Dirce Ramos, devota de Nossa Senhora), o local passou a ser utilizado como retiro para a Comunidade Salesiana, que desenvolveu diversas atividades na área, como o plantio de árvores frutíferas e cultivo de hortaliças.

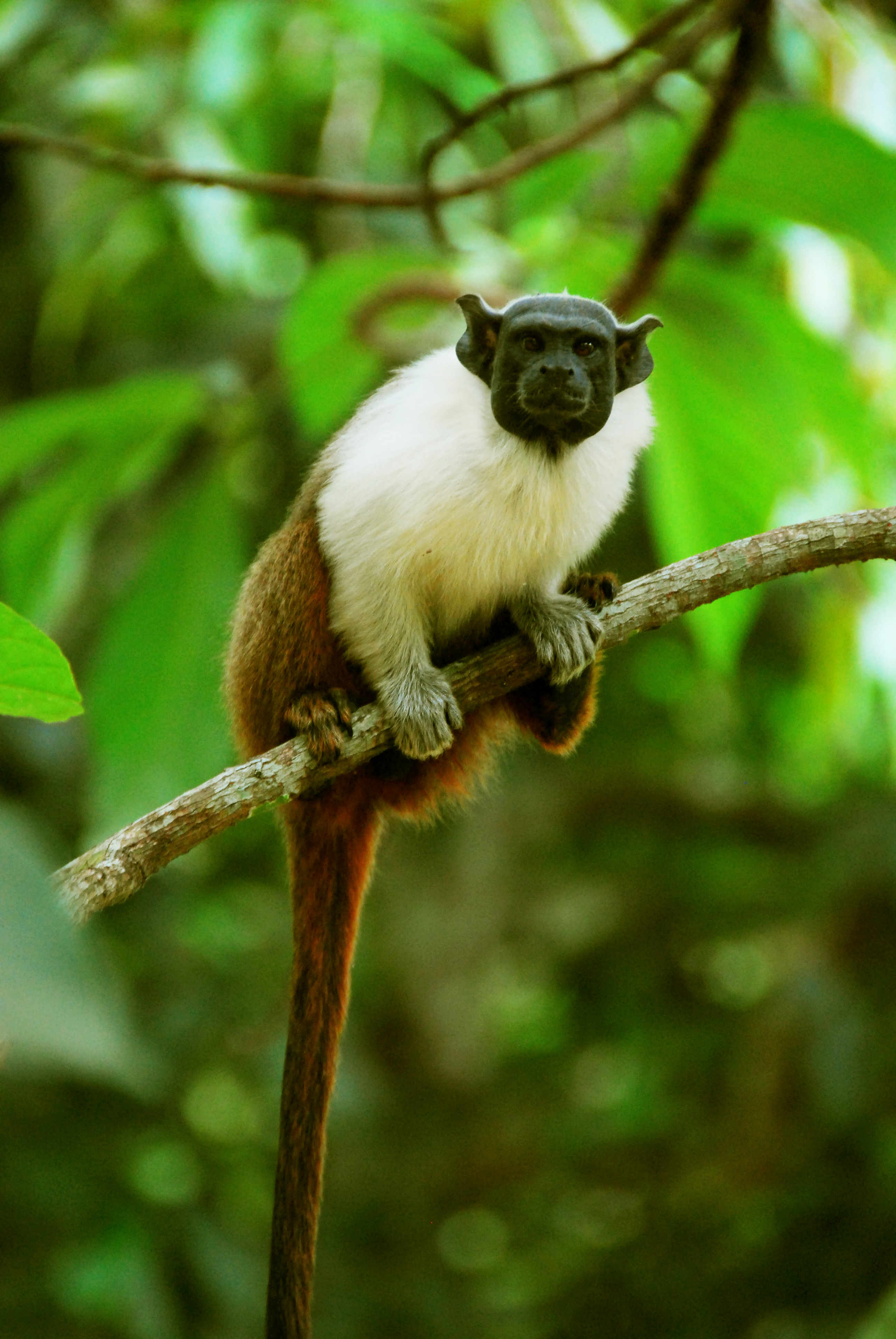
Sauim-de-coleira

### Fundação
O Parque Municipal do Mindu nasceu de um movimento dos moradores do entorno como forma de proteger o fragmento (de matas primária e secundária) contra a ação de invasores em 1989 e como forma de proteger o habitat do Sauim-de-manaus, primata que hoje é o mascote da cidade. O movimento contou, na época, com o apoio decisivo do então prefeito Arthur Virgílio Neto, que contribuiu para a criação do Parque, num momento em que houve a participação de toda a sociedade cientifica, ambientalista e movimentos populares. A iniciativa abriu o caminho para a instituição do parque por meio de decreto lei municipal em 11 de novembro de 1993 e a sua estruturação, a partir do início da sua construção.